# Igreja de Nossa Senhora da Ajuda (Porto)

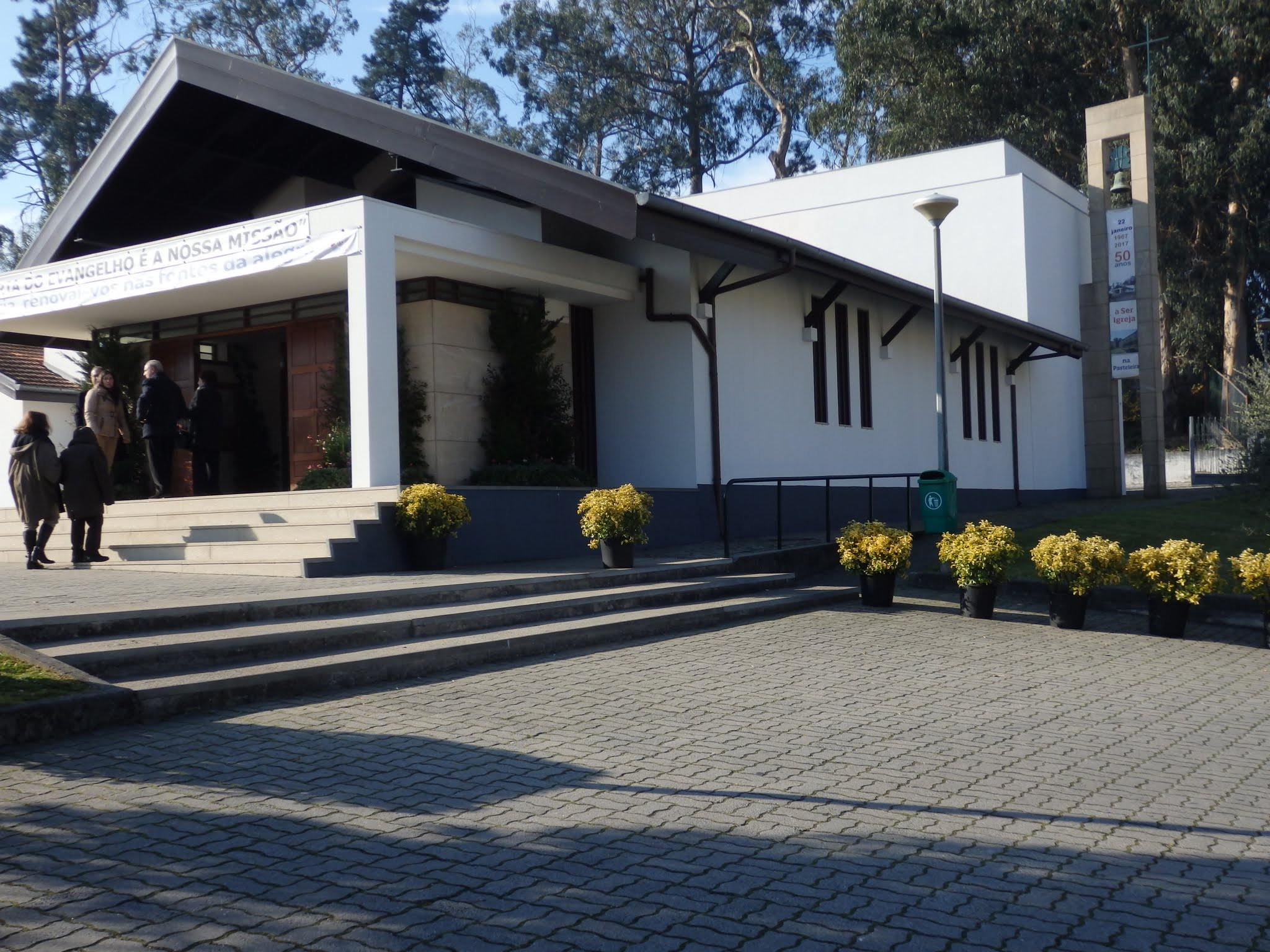
Igreja de Nossa Senhora da Ajuda

A Igreja de Nossa Senhora da Ajuda (Porto) localiza-se em terrenos contíguos ao Bairro da Pasteleira, na Rua Bartolomeu Velho, na cidade do Porto, em Portugal.

## História
Foi inaugurada em 29 de junho de 1966 por iniciativa da Câmara Municipal do Porto, projeto do arquiteto Paixão.
Em 1983, a cedência de uma área de 2.400 metros pelo município permitiu a ampliação das instalações da igreja e cuja inaguração ocorreu a 30 de junho de 1984.
Com a ampliação da igreja, reestruturou-se o serviço social e criaram-se novos serviços para a comunidade, sendo em 1990 colocada a primeira pedra para a construção do Centro Social, concluído em 1991 para acolher crianças e jovens.

## A cruz paroquial
Em janeiro de 1987, foi benzida e entronizada a cruz paroquial, obra da autoria de professores de Belas Artes do Porto, entre os quais o Mestre Júlio Resende.
Nela observamos Cristo propositadamente colocado de cabeça voltada para o Homem. Os braços da cruz contêm elementos que sugerem a estrutura do madeiro.

## Hino de Nossa Senhora da Ajuda
De novo está um povo peregrino

Buscando em pleno tempo a eternidade

De novo a Igreja Santa entoa um hino

À glória, à glória da Santíssima Trindade.

De novo a nossa terra sequiosa

Anseia pelas águas da alegria

A esperança é força luminosa

Quem sofre, quem sofre a longa noite atrai o dia.